# Feketekút
Feketekút (szlovákul: Šambron, németül: Schönbrunn) község Szlovákiában, az Eperjesi kerület Ólublói járásában.

## Fekvése
Ólublótól 14 km-re délkeletre, a Tarca és a Poprád között fekszik.

## Története
A falu keletkezése a 14. századra tehető. 1366 után alapították a német jog alapján, de csak 1411-ben „villa Feketekwth” néven említik először abban az oklevélben, melyben Rikolf unokája Henrik, Berzevice várának társbirtokosa megvásárolja. Az írott források ezután hol a magyar, hol a német nevén említik. A szlovák név a német névből keletkezett. 1427-ben 16 adózó portát számláltak a faluban, lakói azonban később elszegényedtek. 1470-ben „Swarczbron” néven említi írott forrás. A 16. században keletről ruszinokat telepítettek ide, ortodox templomuk is ekkor épült. 1600-ban 14 lakóház állt a településen, lakói főként mezőgazdasággal, állattartással, szűcs- és tímármesterséggel foglalkoztak. 1787-ben még 60 házas kisközség volt 485 lakossal.
A 18. század végén Vályi András így ír róla: „FEKETEKÚT. Schwartzbrun. Tót falu Sáros Vármegyében, földes Ura Berzevitzi Uraság, lakosai katolikusok, fekszik Plavnitzához közel, ’s ennek filiája, Héthárshoz más fél mértföldnyire. Határja középszerű, fája elég, réttye, legelője is jó.”
1828-ra már 119 ház volt a faluban 878 lakossal.
Fényes Elek 1851-ben kiadott geográfiai szótárában így ír a faluról: „Feketekut, Schambron, orosz falu, Sáros vmegyében, Szepes vgye szélén, Palocsához 1 mfld: 12 rom., 854 görög kath. lak. Görög paroch. templ. Szép fenyves. Sovány föld. F. u. Berzeviczy nemz. Eperjeshez 8 óra.”
A trianoni diktátum előtt Sáros vármegye Héthársi járásához tartozott.

## Népessége
| Év:            | 1994. | 2004.    | 2014.   | 2024.   |
| -------------- | ----- | -------- | ------- | ------- |
| Emberek száma: | 480   | 429      | 394     | 358     |
| Eltérés:       |       | -10,62 % | -8,15 % | -9,13 % |

| Év:            | 2023. | 2024.   |
| -------------- | ----- | ------- |
| Emberek száma: | 369   | 358     |
| Eltérés:       |       | -2,98 % |

1910-ben 846, túlnyomórészt ruszin lakosa volt.
2001-ben 437 lakosából 411 szlovák volt.
2011-ben 410 lakosából 310 szlovák és 77 ruszin.

## Nevezetességei
- Mai Segítő Szűzanya tiszteletére szentelt, görögkatolikus temploma 1872-ben épült romantikus historizáló stílusban, neoromán elemekkel, sokszögzáródású szentéllyel és sokszögű toronnyal. A II. világháborúban megrongálódott, de kijavították. Ikonosztáza új, mellékoltárai késő barokk stílusúak.